# Anatolij Fedorenko
Anatolij Ljudvigovič Fedorenko nebo Anatol Ljudvihovyč Fedarenka (* 30. března 1963) je bývalý sovětský a běloruský zápasník – klasik, který v roce 1996 krátce reprezentoval Kazachstán.

## Sportovní kariéra
Od dětství se specializoval na zápas řecko-římský. Připravoval se v Grodně pod vedením Vjačeslava Maksimoviče. V sovětské mužské reprezentaci se prosazoval od roku 1985 v těžké váze do 100 kg. V roce 1988 vyhrál sovětský olympijský nominační turnaj v Tbilisi pro start na olympijských hrách v Soulu. Ve finále porazil domácího Gurama Gedechauriho, ale doplatil na sovětskou sportovní politiku, která zohledňovala zájmy jednotlivých republik Sovětského svazu nad aktuální výkonností sportovců. Na olympijské hry v Soulu tak cestoval Gedachauri a jemu zbyl černá petr, protože Běloruskou SSR zastupovali v Soulu v řecko-římském zápase Kamandar Madžidov a Alexandr Šestakov. Od roku 1989 mu v domácím prostředí vyrostla konkurence v podobě Sergeje Děmjaškeviče, se kterým prohrál olympijskou nominaci na olympijské hry v Barceloně v roce 1992.
Po rozpadu Sovětského svazu v roce 1991 odjel s rodinou do Švédska, kde zápasil za klub Öregrunds BK. V roce 1996 se do dohodl s představiteli kazašského sportu na reprezentaci kvůli možnosti startovat na olympijských hrách v Atlantě. V Bělorusku bylo místo reprezentační jedničky v jeho váze obsazeno Sergejem Lištvanem. V Atlantě nakonec nestartoval. Formu z olympijské přípravy si přenesl do dalšího roku, kdy jako reprezentant Běloruska patřil mezi přední světové těžké váhy. V roce 2000 však prohrál běloruskou olympijskou nominaci na olympijské hry v Sydney se Sergejem Lištvanem. Vzápětí ukončil sportovní kariéru. Žije ve Švédsku.

## Výsledky
| Turnaj             | Sovětský svaz | Sovětský svaz | Sovětský svaz | Sovětský svaz | Sovětský svaz | Sovětský svaz | Sovětský svaz | Sovětský svaz | Sovětský svaz | Sovětský svaz | Sovětský svaz | Bělorusko | Bělorusko | Bělorusko | Bělorusko | Kazachstán | Bělorusko | Bělorusko | Bělorusko |
| Turnaj             | 1981          | 1982          | 1983          | 1984          | 1985          | 1986          | 1987          | 1988          | 1989          | 1990          | 1991          | 1992      | 1993      | 1994      | 1995      | 1996       | 1997      | 1998      | 1999      |
| Turnaj             | 18            | 19            | 20            | 21            | 22            | 23            | 24            | 25            | 26            | 27            | 28            | 29        | 30        | 31        | 32        | 33         | 34        | 35        | 36        |
| Turnaj             | -90           | -90           | -90           | -90           | -100          | -100          | -100          | -100          | -100          | -100          | -100          | -100      | -100      | -100      | -100      | -100       | -97       | -97       | -97       |
| ------------------ | ------------- | ------------- | ------------- | ------------- | ------------- | ------------- | ------------- | ------------- | ------------- | ------------- | ------------- | --------- | --------- | --------- | --------- | ---------- | --------- | --------- | --------- |
| Olympijské hry     |               |               |               | —             |               |               |               | —             |               |               |               | —         |           |           |           | —          |           |           |           |
| Mistrovství světa  | —             | —             | —             |               | 3.            | 3.            | —             |               | 3.            | —             | —             |           | —         | —         | —         |            | 2.        | úč.       | —         |
| Mistrovství Evropy | —             | —             | —             | —             | 1.            | 5.            | —             | 1.            | —             | 1.            | —             | —         | —         | —         | —         |            | 2.        | —         | úč.       |
| Mistrovství Asie   |               |               |               |               |               |               |               |               |               |               |               |           |           |           |           | 1.         |           |           |           |
| MS nadějí          | —             |               | 3.            |               |               |               |               |               |               |               |               |           |           |           |           |            |           |           |           |
| ME nadějí          |               | 1.            |               |               |               |               |               |               |               |               |               |           |           |           |           |            |           |           |           |
| MS juniorů         | 3.            |               |               |               |               |               |               |               |               |               |               |           |           |           |           |            |           |           |           |